# Nils Eekhoff
Nils Eekhoff, né le 23 janvier 1998 à Rijsenhout, est un coureur cycliste néerlandais, membre de l'équipe DSM.

## Biographie
Nils Eekhoff participe au championnat du monde de cyclisme sur route espoir 2019 dans le Yorkshire. Il termine premier de la course et, alors qu'il se prépare à monter sur le podium. Il apprend qu'il est disqualifié, c'est donc l'Italien Battistella qui est déclaré champion du monde sur tapis vert. L'UCI justifie sa décision le lendemain en publiant une vidéo sur laquelle on voit le coureur s'abriter derrière sa voiture durant quelques kilomètres. Il a fait cela après avoir chuté à 100 km de l'arrivée pour pouvoir rentrer dans le peloton en profitant de l'aspiration de la voiture. Il décide de porter réclamation auprès du Tribunal arbitral du sport.
En août 2020, il se classe deuxième de la course À travers le Hageland remportée par le coureur belge Jonas Rickaert et du championnat des Pays-Bas sur route. Il termine également septième de la Bretagne Classic remportée par l'Australien Michael Matthews.
En janvier 2024, il prolonge son contrat avec sa formation jusqu'en fin d'année 2026.

## Palmarès et résultats

### Palmarès amateur
- 2014
  - 2e du championnat des Pays-Bas de poursuite juniors
- 2015
  - 2e du championnat des Pays-Bas de poursuite par équipes
  - 2e du Tour de l'Eure Juniors
- 2016
  - 4e étape de la Course de la Paix juniors
  - 2e étape de la Ronde des vallées (contre-la-montre)
  - 2e de Paris-Roubaix juniors
  - 2e du Tour de l'Eure Juniors
  - 2e de la Ronde des vallées
  - 3e de la Nokere Koerse juniors
  - 4e du championnat d'Europe sur route juniors
- 2017
  - Paris-Roubaix espoirs
- 2018
  - Prologue de l'Istrian Spring Trophy
  - 2e du championnat des Pays-Bas du contre-la-montre espoirs
  - 3e de Paris-Tours espoirs
- 2019
  - 7e étape du Tour de Bretagne
  - Tour d'Overijssel
  - Prologue du Grand Prix Priessnitz spa
  - 3e du Tour de Bretagne
  - 3e du championnat des Pays-Bas sur route espoirs
  - 5e du championnat d'Europe sur route espoirs
  - 7e du championnat du monde du contre-la-montre espoirs

### Palmarès professionnel
- 2020

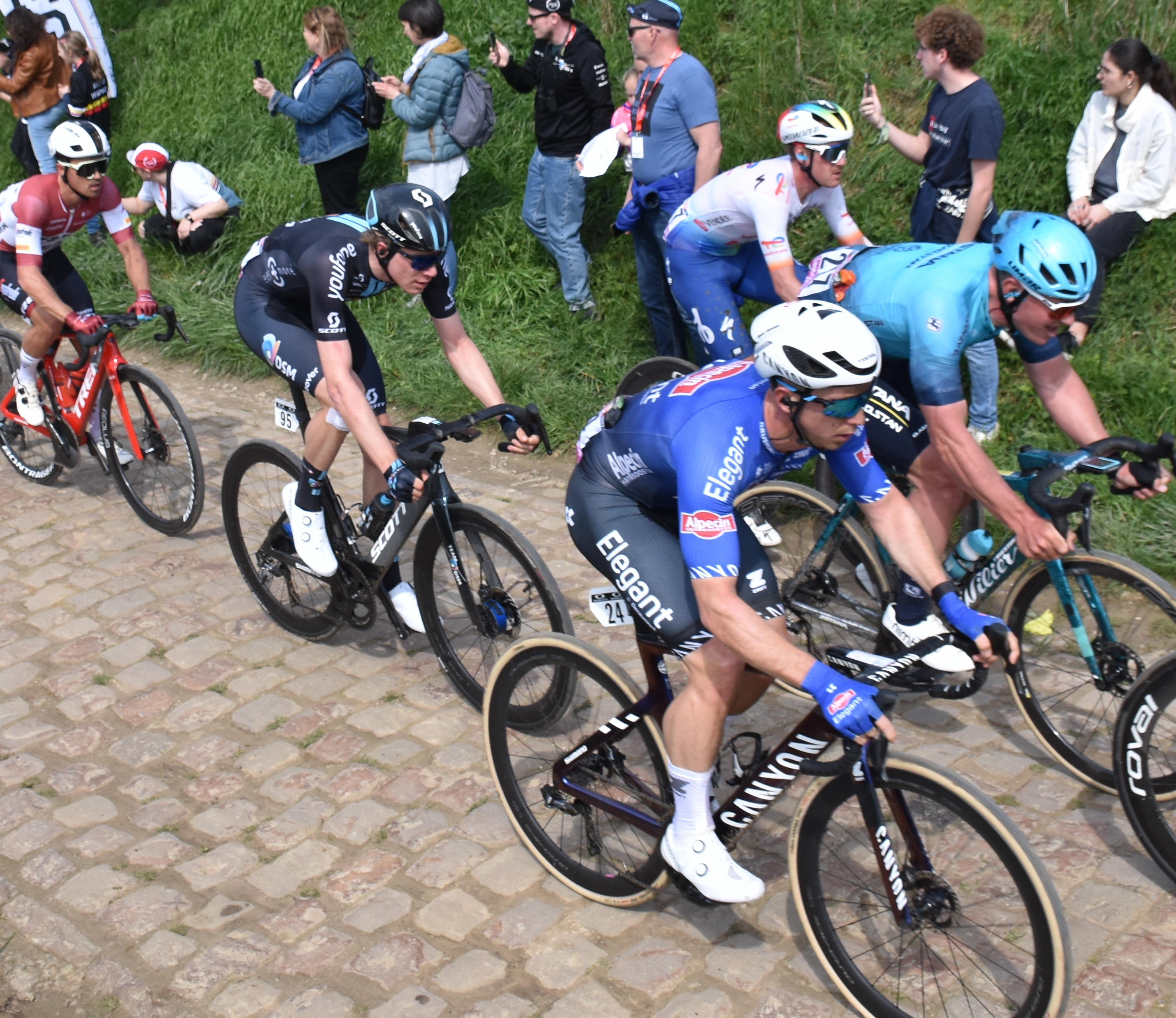
Paris-Roubaix 2023 - Secteur pavé de Quiévy à Saint-Python - N° 95 Nils Eekhoff.

  - 2e du championnat des Pays-Bas sur route
  - 2e d'À travers le Hageland
  - 7e de la Bretagne Classic
- 2023
  - Prologue du ZLM Tour
  - 3e du Tro Bro Leon
  - 3e du ZLM Tour
- 2024
  - 1re étape du Tour du Danemark (contre-la-montre par équipes)
- 2025
  - Nokere Koerse
  - 3e de la Bredene Koksijde Classic

### Résultats sur les grands tours

#### Tour de France
4 participations
- 2021 : 126e
- 2022 : 119e
- 2023 : 138e
- 2024 : abandon (19e étape)

### Classements mondiaux
| Année                                 | 2017 | 2018 | 2019 | 2020 | 2021 | 2022 | 2023 | 2024 |
| ------------------------------------- | ---- | ---- | ---- | ---- | ---- | ---- | ---- | ---- |
| Classement mondial                    | 996e | 954e | 350e | 120e | 498e | nc   | 196e | 369e |
| UCI Europe Tour                       | 621e | 579e | 283e | 99e  | 402e | nc   | nc   | nc   |
|                                       |      |      |      |      |      |      |      |      |
| Légende : nc = non classéSource : UCI |      |      |      |      |      |      |      |      |